# Ramal C14 del Ferrocarril Belgrano
El Ramal C14 pertenece al Ferrocarril General Belgrano, Argentina.

## Ubicación
Se halla en la provincia de Salta.

## Características
Es un ramal de trocha métrica correspondiente al Ferrocarril General Belgrano, cuya extensión es de 554 km entre las cabeceras Cerrillos y Socompa.
Se encuentra en funcionamiento entre Cerrillos y San Antonio de los Cobres en el cual pasa el servicio turístico del Tren a las Nubes.
Se anunció que para el 16 de abril de 2021, se extienda el servicio hasta Campo Quijano, siendo esta última cabecera del servicio del tren del valle del Lerma.
El 16 de abril de 2021, retorna el servicio de pasajeros después de más de dos décadas.

## Historia
Los orígenes de la línea férrea se remontan a los estudios realizados por el ingeniero Abd El Kader, en el año 1889, pero las conclusiones fueron archivadas por los organismos técnicos de la época por varios años.
La primera ley que se promulgó acerca de la construcción del tren es la ley nacional 4683, publicada el 18 de septiembre de 1905. Esta ley encargaba estudios para el trazado de un ferrocarril.
A esta le siguió la ley 4813 que autorizó al Poder Ejecutivo la construcción del primer tramo del ferrocarril entre las localidades de Cerrillos y Rosario de Lerma.
En 1906, nuevos estudios, esta vez a cargo de los ingenieros José Rauch y Emilio Candini, plantearon dos posibilidades para acceder a la Puna: una por la Quebrada de Humahuaca, la otra por la Quebrada del Toro.
Otros ingenieros que estudian la Quebrada del Toro, son el ingeniero Schneidwin, quien concluye sus estudios desaconsejando esta quebrada y aceptando la de Humahuaca. También realiza estudios el ingeniero Carlos Cassaffousth, quien aconseja por la Quebrada del Toro, pero asegura que «debe utilizarse cremallera para vencer la fuerte pendiente».
La iniciativa se reavivó en 1916, con la elección como presidente de Hipólito Yrigoyen, quien afirmó que la obra debía romper «la forma primitiva del solar colonial. Puerta al frente con larguísimo fondo ciego detrás».
Alrededor de la construcción del ferrocarril se dio una lucha de intereses en el Congreso Nacional entre los partidarios de una concesión a capitales británicos y quienes defendían la ejecución de la obra por parte del Estado.
En 1920 los técnicos de la empresa Ferrocarriles del Estado aseguraron la viabilidad del proyecto, por entonces con terminal proyectada en el paso de Huaytiquina, y aconsejaron su inmediata iniciación. A causa de la traza inicial es que el ramal C-14 es también denominado «Ferrocarril Huaytiquina».
Por aquellos años, el diputado nacional salteño, Manuel R. Alvarado, se distinguió en el Congreso por su permanente lucha en favor de su construcción como vía de salida de la producción del norte hacia el Pacífico y los mercados de Asia. Merece destacarse su documentado libro «El Trasandino Norte».
Se contrató entonces un grupo de expertos para llevar adelante el proyecto, encabezados por el ingeniero estadounidense Richard Maury.
Participó del trazado Lola Mora quién eligió convenientemente las mejores vistas del recorrido, comenzando la construcción en 1921.
En 1930 el golpe de Estado que depuso a Yrigoyen llevó a la paralización de las obras por seis años, habiéndose habilitado unos pocos kilómetros —incluyendo el viaducto La Polvorilla, el más importante de toda la línea, con 224 m de largo, 63 m de altura y 1590 toneladas de peso—. Maury fue separado de su cargo por el interventor militar.
Los trabajos recién se reanudaron en 1936, alcanzando Olacapato en 1941, Unquillal en 1944 y Tolar Grande en 1945.
En 1946, el recién presidente electo Juan Domingo Perón dio un nuevo impulso al proyecto, a la vez que por razones técnicas se cambiaba el paso de Huaytiquina por el de Socompa.
El 17 de enero de 1948 los rieles llegan a destino, empalmándose en el paso Socompa con sus homólogos chilenos; se conformó así, junto al Ferrocarril Trasandino Los Andes-Mendoza el segundo paso ferroviario trasandino que unió la Argentina con la República de Chile. La obra se inauguró oficialmente el 20 de febrero de ese año, 59 años después de realizados los primeros estudios.

## Imágenes

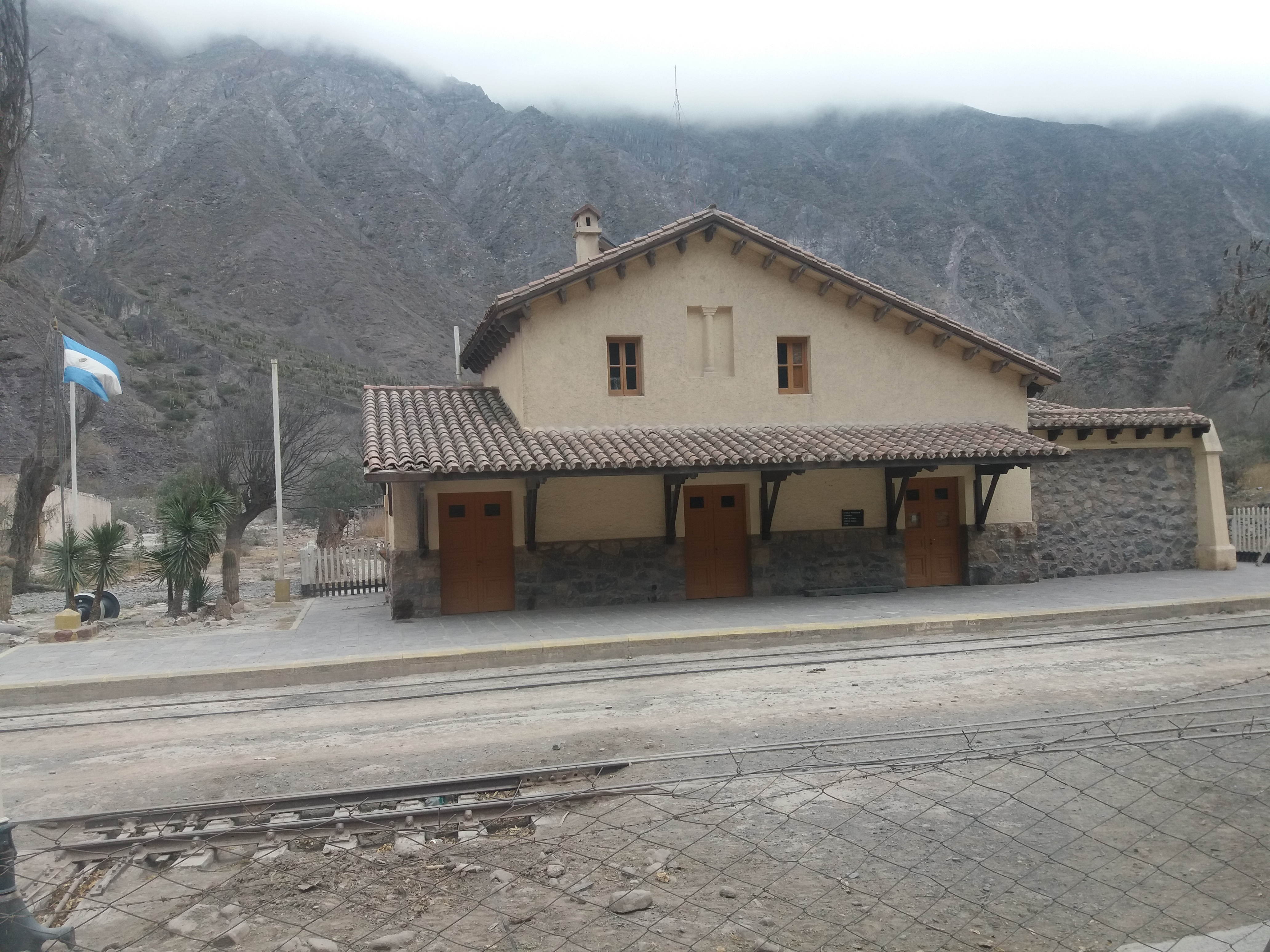
Estación Chorrillos a 2111 m.s.n.m. En este paraje se encuentra el segundo de los dos zigzags de la línea; que permite ganar altura y es imprescindible en este momento del recorrido.
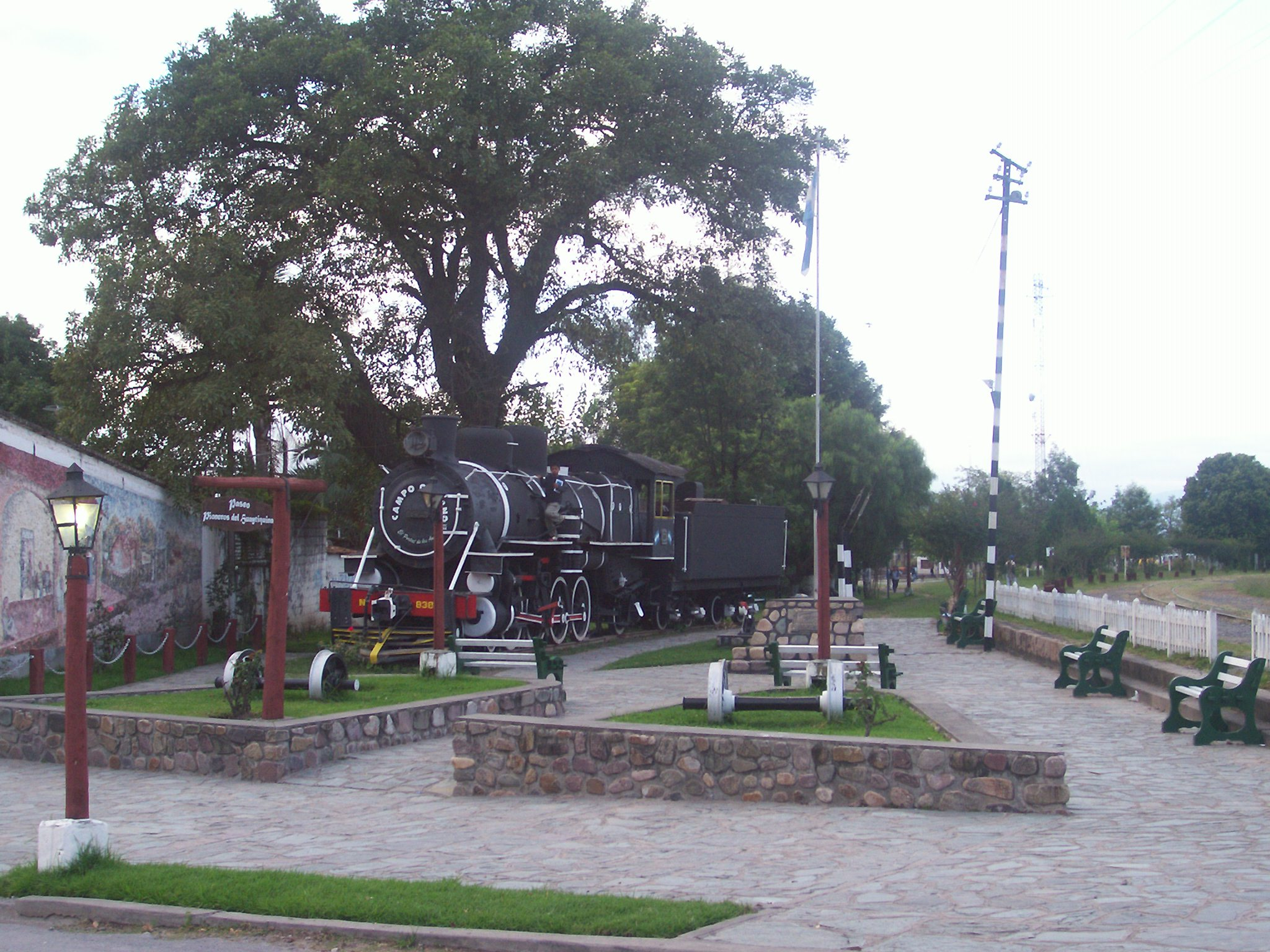
Antigua locomotora de vapor serie C12 del exFerrocarril Central Norte Argentino, a un costado de la estación Campo Quijano, Salta.
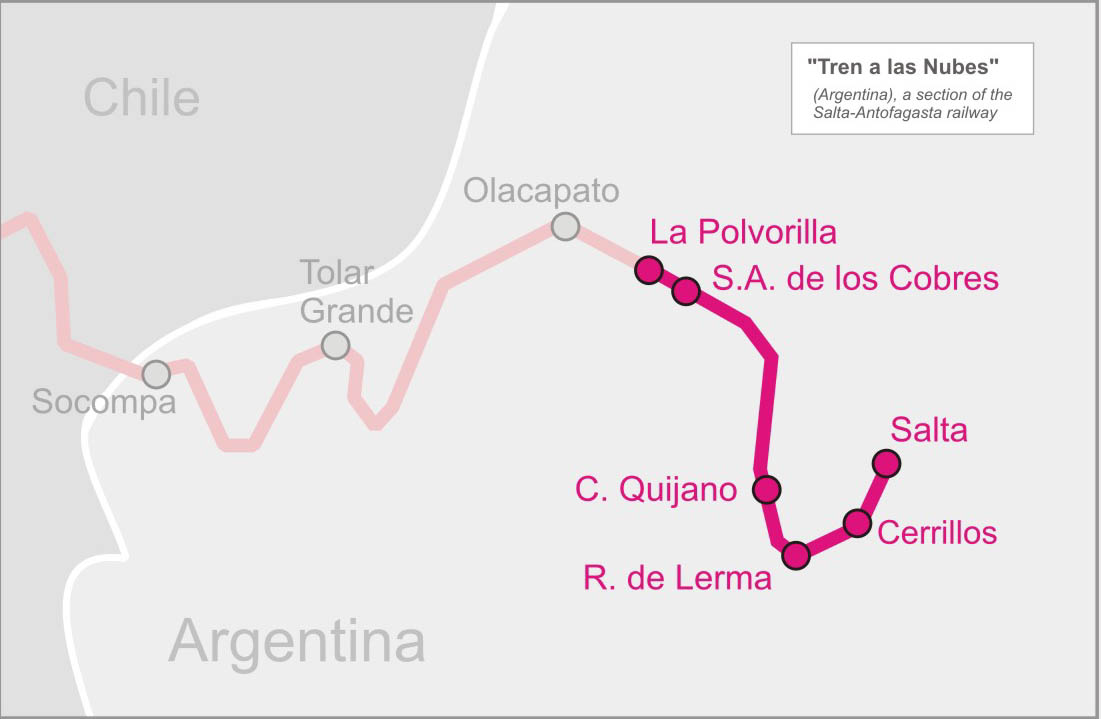
Mapa